# Jaque a la dama
Jaque a la dama és una pel·lícula espanyola de drama, dirigida per Francisco Rodríguez Fernández i protagonitzada en els papers principals per Concha Velasco, Pedro Díez del Corral i Ana Belén.

## Argument
Després del suïcidi de Paula, la seva millor amiga, Ana recorda l'afecte i la sinceritat que les va unir. Va ser una relació molt especial. Dues dones de classe mitjana-alta i intel·lectual que es coneixen, parlen de les seves frustracions quotidianes i que, després d'un coneixement trivial, arriben a un cert acostament que podia haver arribat a ser una mica més que una amistat.

## Repartiment
- Concha Velasco com Ana.
- Ana Belén com Paula.
- Pedro Díez com Alberto.
- Heinrich Starhemberg com	Antonio.
- Ofelia Angélica com Berta.
- Juanjo Seoane com Nacho.

## Recepció
Fou projectada com a part de la selecció oficial al Festival Internacional de Cinema de Sant Sebastià 1978.